# Tufão Durian
O tufão Durian (designação internacional: 0621; designação do JTWC: 24W; designação filipina: Reming, às vezes chamado de super tufão Durian) foi um intenso ciclone tropical que causou estragos nas Filipinas, causando perdas massivas a vidas quando correntes de lama do Vulcão Mayon soterrou muitos vilarejos. De acordo com o Joint Typhoon Warning Center (JTWC), Durian foi a vigésima quarta depressão tropical, a vigésima terceira tempestade tropical, o décimo quarto tufão e o sétimo super tufão da temporada de tufões no Pacífico de 2006. Durian também foi o vigésimo primeiro sistema tropical nomeado e o décimo quarto tufão da temporada reconhecido pelo Centro Meteorológico Regional Especializado (CMRE) para ciclones tropicais nesta região, a Agência Meteorológica do Japão. O nome Durian foi submetida na lista de nomes pela Tailândia e refere-se a uma fruta, o Durião (Durio zibethinus)
Durian fez o seu primeiro landfall nas Filipinas, fortes ventos e chuvas pesadas que causaram correntes de lama perto do Vulcão Mayon. Após causar danos massivos nas Filipinas, Durian seguiu para o Mar da China Meridional e se enfraqueceu ligeiramente, antes de voltar a se organizar e se fortalecer novamente num tufão pouco antes de seu segundo landfall, desta vez no Vietnã, perto de Thành phố Hồ Chí Minh, causando mais danos, mais do que $400 milhões de dólares. Ao todo, Durian matou 1497 pessoas e deixou outras centenas desaparecidas. As estimativas preliminares de danos totais chegaram a $508 milhões de dólares.

## História meteorológica

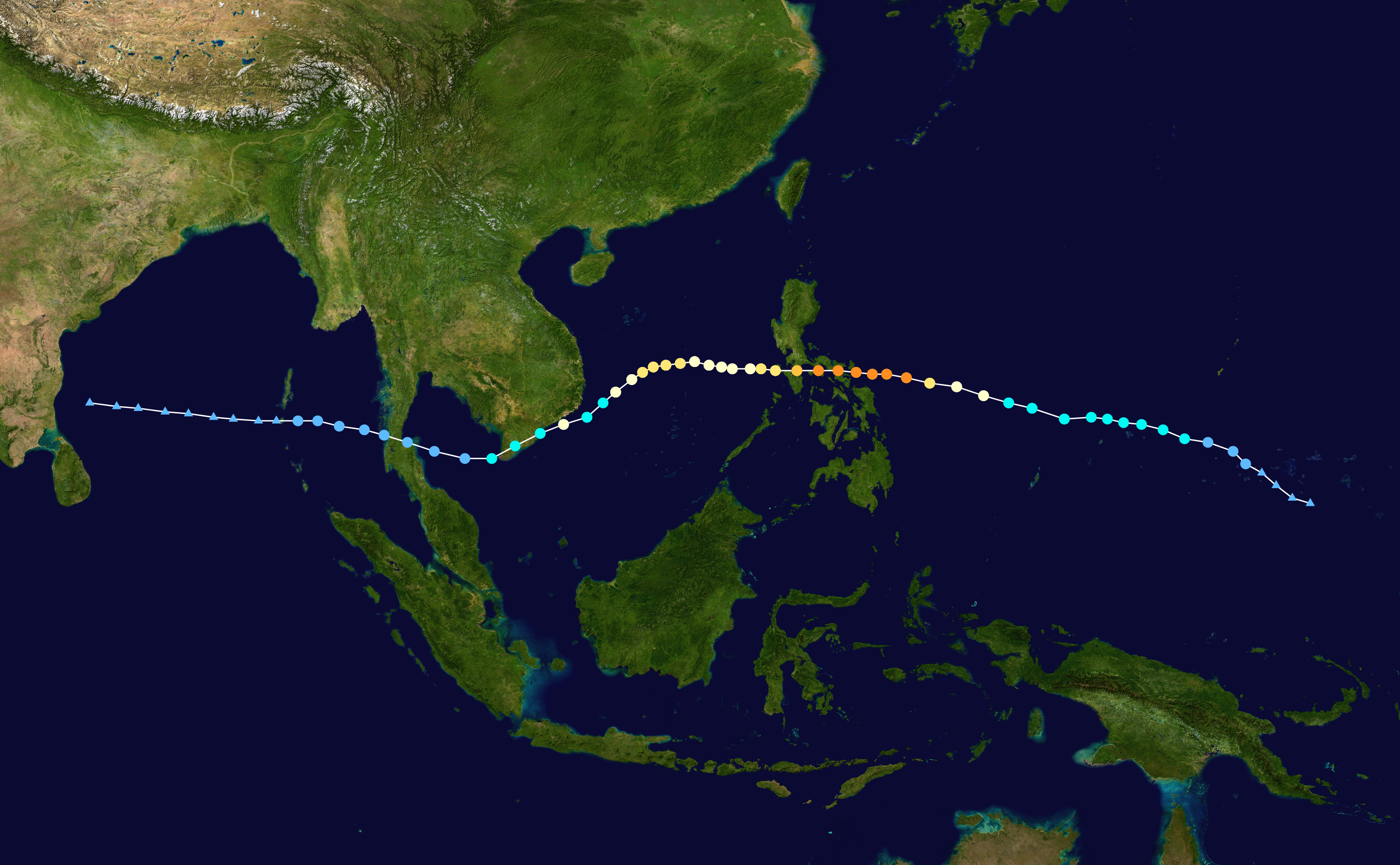
O caminho de Durian

Uma área de distúrbios meteorológicos formou-se a sudeste de Chuuk em 24 de Novembro. O cisalhamento do vento perto da perturbação logo diminuiu, permitindo a depressão a se organizar ligeiramente. O sistema foi designado como uma depressão tropical pela Agência Meteorológica do Japão em 25 de Novembro e mais tarde, o Joint Typhoon Warning Center começou a emitir avisos regulares sobre o sistema assim que a depressão movia-se para oeste-noroeste, em direção a Yap. A depressão fortaleceu-se porque estava numa área com águas quentes, e havia nuvens destacadas distintas de fluxos externos anticiclônicos, de acordo com a AMJ. O sistema foi classificado como uma tempestade tropical na tarde de 26 de Novembro e a AMJ atribuiu-lhe o nome Durian.
Movendo-se para oeste a oeste-noroeste, Durian intensificou-se lentamente. O sistema tornou-se uma tempestade tropical severa em 27 de Novembro, e no dia seguinte ganhou o segundo nome Reming, dado pela Administração de Serviços Atmosféricos, Geofísicos e Astronômicos das Filipinas (PAGASA) quando o sistema adentrou sua área de responsabilidade. No final da noite de 28 de Novembro, tanto a AMJ quanto o JTWC classificaram Durian como um tufão assim que o sistema continuava a seguir em direção às Filipinas. O sistema sofreu rápida intensificação em 29 de Novembro, e a AMJ estimou os ventos máximos sustentados associados a Durian em 185 km/h. Ao mesmo tempo, o JTWC notou que a classificação Dvorak do sistema estava em 6,5, classificação equivalente a um ciclone tropical com ventos máximos sustentados de 230 km/h, numa combinação de imagens de satélite. Em apenas 6 horas, Durian intensificou-se de um ciclone tropical com ventos máximos sustentados de 165 km/h para ventos máximos sustentados de 230 km/h. Durian começou a se enfraquecer lentamente assim que se aproximava de terra emersa e também devido a um ciclo de substituição da parede do olho. Logo em seguida, Durian recuperou rapidamente a sua intensidade anterior.
Segundo a PAGASA, Durian fez landfall na manhã de 30 de Novembro sobre o sul de Catanduanes, embora a AMJ e o JTWC não reconheça este landfall. Durian, então, fez outro landfall após cruzar o Golfo de Lagonoy, no nordeste de Albay. Após se enfraquecer devido à interação com terra, Durian foi desclassificado para um simples tufão pelo JTWC. A tempestade continuou a se mover para oeste, fazendo landfalls na Península de Bondoc, em Quezon, em Marinduque e finalmente em Mindoro Oriental antes de seguir para o Mar da China Meridional.
Encontrando ar seco e cisalhamento do vento vertical, Durian enfraqueceu-se ligeiramente por primeiro, mas começou a se reorganizar e a se fortalecer novamente assim que se aproximava do Vietnã. Durian começou a seguir para sudoeste, em direção a Nha Trang e Ho Chi Minh em 3 de Dezembro. Durian começou a se enfraquecer novamente e em 4 de Dezembro, a AMJ desclassificou o sistema para uma tempestade tropical severa. A tempestade manteve sua intensidade assim que seguia paralelamente a costa vietnamita, movendo-se para sudoeste. Após um breve momento de intensificação, chegando a ser um tufão por um curto período, Durian finalmente fez landfall na província vietnamita de Ben Tre em 5 de Novembro. O sistema enfraqueceu-se rapidamente sobre terra e a AMJ desclassificou o sistema para uma tempestade tropical. Tanto a AMJ quanto o JTWC emitiram seus últimos avisos mais tarde, quando Durian emergiu no Golfo da Tailândia como uma fraca depressão tropical. A área de baixa pressão remanescente de Durian então cruzou a costa do sul da Tailândia e seguiu para o Golfo de Bengala, onde dissipou-se completamente.

## Preparativos

### Filipinas

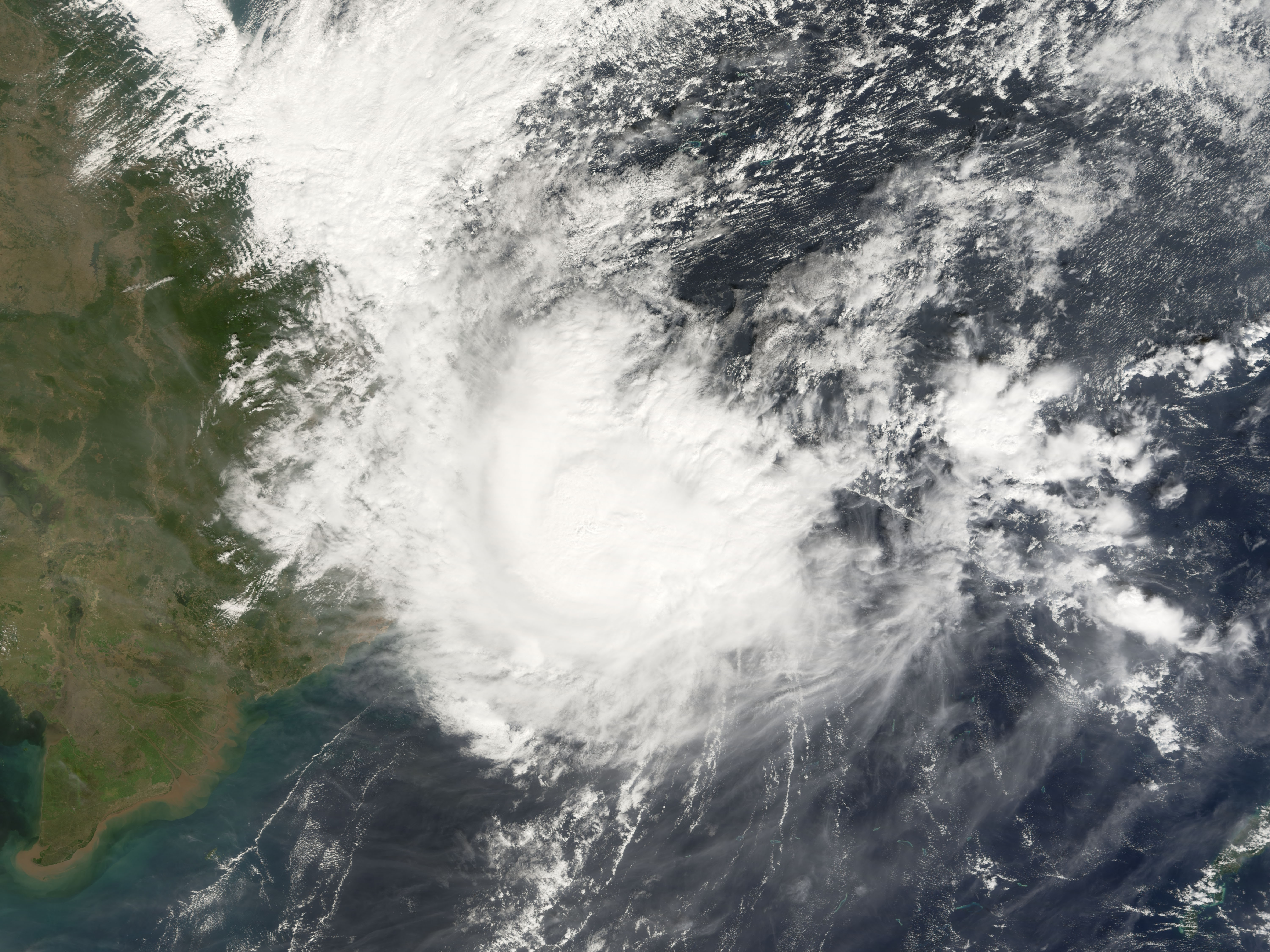
O tufão Durian aproximando-se do Vietnã

O JTWC previu que Durian iria atingir diretamente a Região Metropolitana de Manila quando classificou o sistema num super tufão. A Administração de Serviços Atmosféricos, Geofísicos e Astronômicos das Filipinas (PAGASA) içou um sinal público de tempestade nº4, o seu nível mais alto de alerta, para Catanduanes, Albay, Camarines Norte e Camarines Sur. Foi a terceira vez no ano de 2006 que um sinal público de tempestade nº4 foi emitido para as Filipinas.
As autoridades ordenaram a retirada de cidadãos ao longo das áreas costeiras. Na cidade de Naga, cerca de 1.500 pessoas deixaram suas residências para se abrigarem em abrigos de emergência. Em outros locais da região, mais de 1.000 pessoas também foram retiradas, incluindo 120 na capital Manila e mais do que 800 em Legazpi. Em Manila e na sua vizinhança, as autoridades fecharam escolas e cancelaram no mínimo 11 voos no Aeroporto Internacional Ninoy Aquino, incluindo 9 voos domésticos. A Guarda costeira local ordenou o retorno imediato de todas as embarcações, deixando mais de 4.000 passageiros em terra na província de Quezon. Outras 25 províncias do arquipélago estiveram sob algum tipo de sinal de tempestade.

### Vietnã
Antes da chegada do tufão no Vietnã, as autoridades locais ordenaram aos residentes a saírem das áreas de alto risco; mais do que 14.000 pessoas na província de Phu Yen deixaram suas residências para irem a escolas e prédios governamentais que funcionaram como abrigos provisórios.

## Impactos

### Filipinas

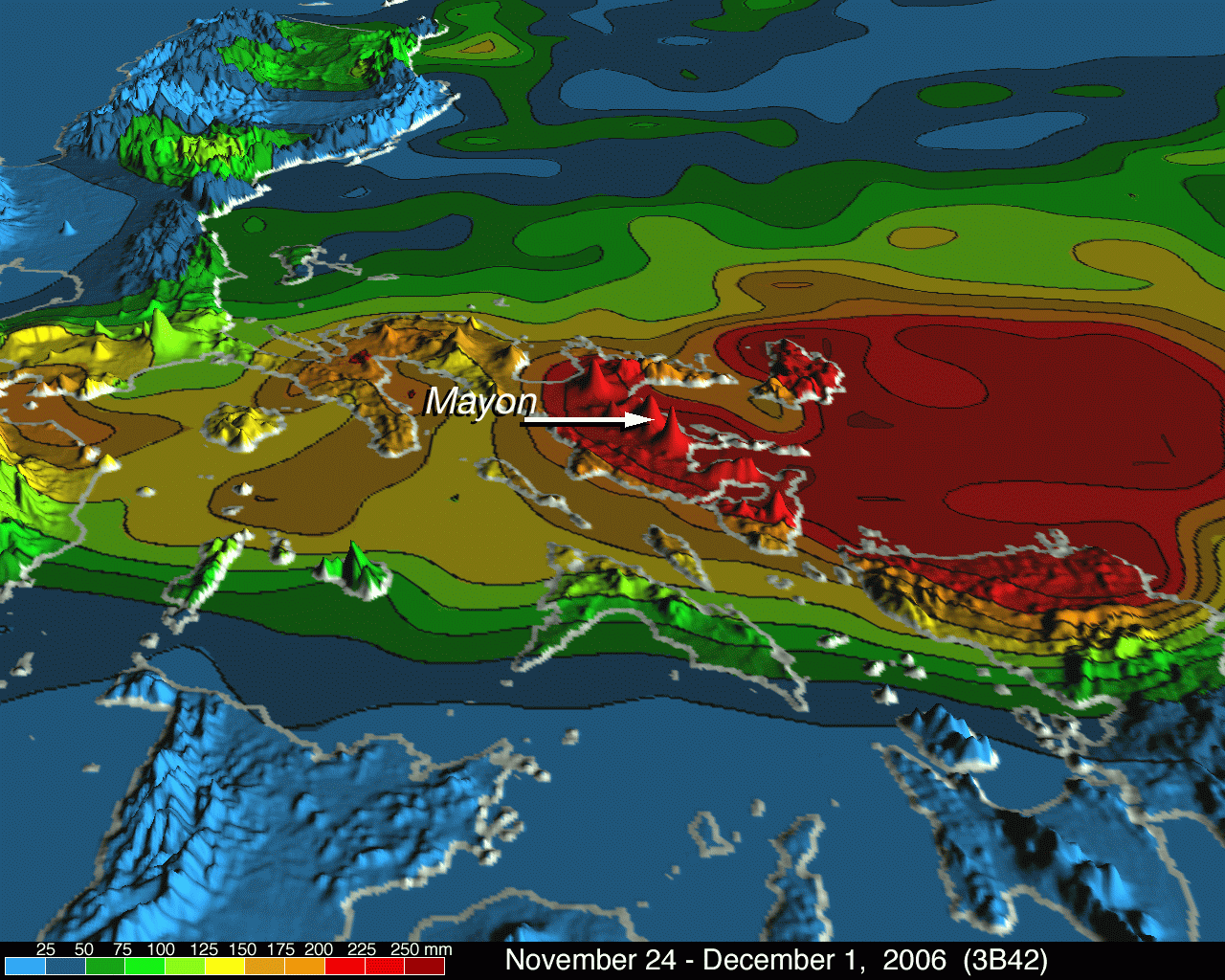
Sumário de precipitação acumulada durante a passagem de Durian entre 24 de Novembro e 1º de Dezembro para a região central das Filipinas. Os totais que excederam 200 mm estão mostrados em vermelho e estende-se entre o Mar das Filipinas ocidental através das seções meridionais de Luzon e a Ilha de Catanduanes e o norte da Ilha Samar.

Após Durian fazer landfall, os fortes ventos do tufão derrubaram árvores, casas e deixaram milhares de residentes sem eletricidade. Enchentes generalizadas foram relatadas em Legazpi.
O tufão produziu chuvas fortes ao longo de sua trajetória, sendo que em regiões localizadas na província de Albay a precipitação acumulada chegou a 457 mm. Erupções anteriores do Vulcão Mayon combinada com as chuvas resultaram em correntes de lama generalizadas na província.
Ao todo, 1.399 pessoas morreram nas Filipinas como conseqüência da passagem do tufão Durian.

### Vietnã
Fortes ventos viraram várias embarcações ao lago da costa do Vietnã, matando duas pessoas e deixando uma desaparecida. Somente na província de Binh Thuan, 820 embarcações de pesca afundaram, enquanto que outras 76 afundaram no resto do país. e outras 76 afundaram no resto do país.
As chuvas fortes de Durian destruíram 22 escolas e 1.120 casas na província de Binh Thuan. Os ventos fortes destelharam cerca de 500 casas somente na província de Ba Ria-Vung Tau. No país, a passagem do tufão destruiu cerca de 34.000 residências, sendo que outras 166.000 foram danificadas. O tufão Durian deixou 98 fatalidades e 1.770 feridos.

## Após a tempestade

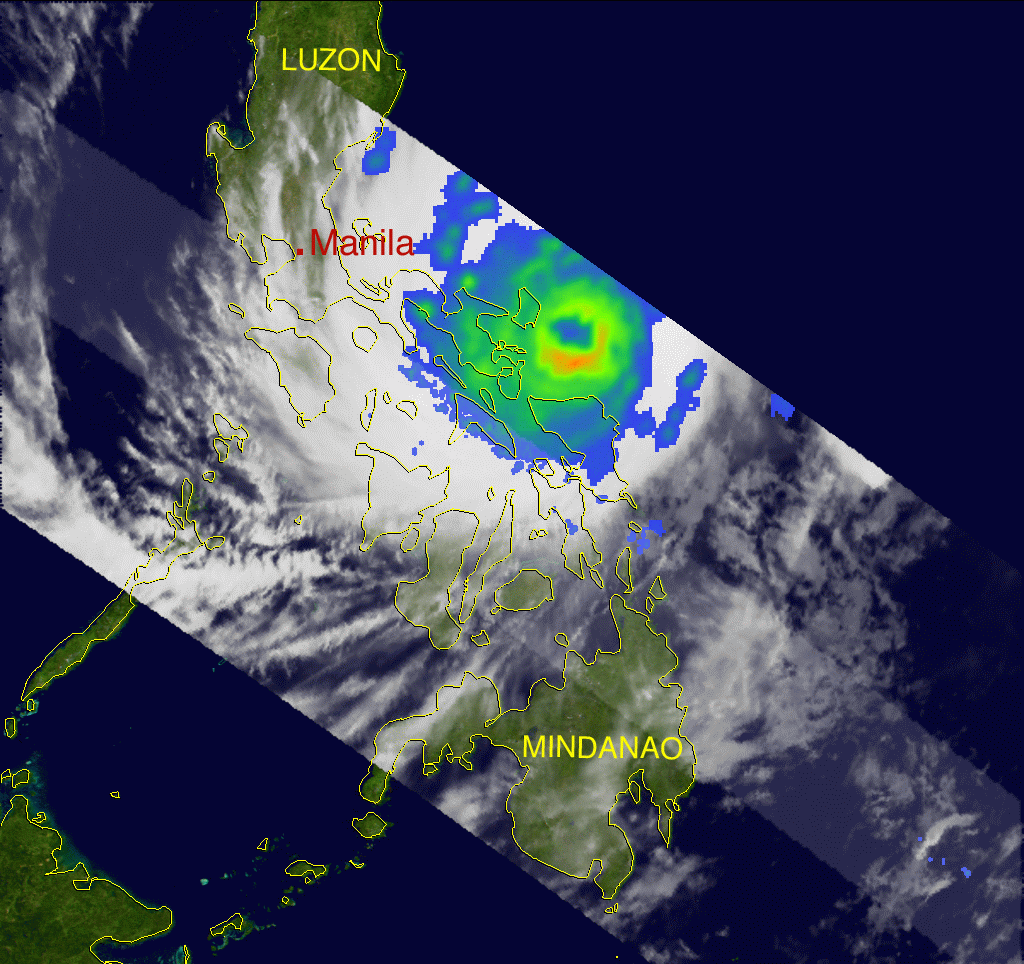
O tufão Durian numa imagem da Missão de Medida de Chuvas Tropicais (TRMM). A imagem mostra a parede do olho bem definida da tempestade com nuvens rodeando o tufão.

### Filipinas
Em 3 de Dezembro, devido ao impacto significativo de Durian nas Filipinas, a Presidente Gloria Macapagal-Arroyo declarou estado de calamidade nas Filipinas, ordenando a liberação imediata de $1 bilhão de pesos filipinos ($20,7 milhões de dólares - valores em 2006) para esforços de ajuda na áreas afetadas por Durian e também para as áreas afetadas pelo Tufão Xangsane e pelo Cimaron. Esta verba de ajuda foi aumentada para $3,6 bilhões de pesos ($74 milhões de dólares - valores em 2006) em 6 de Dezembro, incluindo um acréscimo de $150 milhões de pesos ($3,1 milhões de dólares - valores em 2006) para consertar os danos em linhas de transmissão de eletricidade.
A resposta internacional veio logo depois do estado de calamidade ser declarada. Em 3 de Dezembro, o Canadá liberou $1 milhão de dólares canadenses ($860 mil dólares - valores em 2006) para ajudas locais através de sua embaixada em Manila e também através pelo Movimento Internacional da Cruz Vermelha e Crescente Vermelha. A UNICEF doou 4.000 pacotes contendo alimentos, colchões e cobertores. O UNOCHA também doou $1–2 milhões de dólares para esforços de ajuda. A Espanha doou $250.000 dólares e enviou equipes médicas, medicamentos, alimentos e outros suprimentos para as áreas afetadas. Os Estados Unidos da América doou outros $250 mil dólares, além de suprimentos através do programa USAID. A comunidade filipina em Saipan também contribuiu com dinheiro, alimentos e suprimentos. A Austrália liberou $1 milhão de dólares ($792 mil dólares - valores em 2006) através de seu programa AusAID. A Indonésia enviou dois aviões Hercules C-130 para a cidade de Legazpi trazendo 25 toneladas de alimentos, medicamentos e roupas, equivalente a $1,17 bilhões de rúpias indonésias ($129 mil dólares). O Japão comprometeu-se em ajudar com tendas, cobertores, geradores de eletricidade e equipamentos para o gerenciamento de água através da Agência de Cooperação Internacional do Japão. A Malásia doou 20 toneladas de alimentos e medicamentos e a Singapura enviou dois malotes de suprimentos, equivalente a $50.000 dólares através da Singapura Airlines. A República da Coréia comprometeu-se e ajudar com $100.000 dólares, enquanto que a República Popular da China comprometeu-se em ajudar com $200.000 dólares. Israel doou $7.500 dólares em medicamentos e suprimentos médicos.

### Vietnã
No Vietnã, que tinha sido recentemente afetado pelo Tufão Xangsane, o governo nacional liberou $150 bilhões de dongs vietnamitas ($9 milhões de dólares - valores em 2006) em alimentos e suprimentos para famílias em áreas afetadas. Os Estados Unidos doou $100.000 dólares e a Oxfam doou outros $200.000 dólares para as províncias mais afetadas. O Movimento Internacional da Cruz Vermelha e Crescente Vermelha pediu à comunidade internacional $2,47 milhões de dólares para suportar os esforços de ajuda através da Cruz Vermelha do Vietnã, que distribuiu mais de 2.000 pacotes de suprimentos e mais de 2 toneladas de arroz, medicamentos e roupas.

## Retirada do nome
Devido aos danos significativos e as fatalidades que Durian causou, foi decidido na 39ª nona reunião do comitê de tufões ESCAP/OMM em Manila, em Dezembro de 2006, que o nome Durian, juntamente com quatro outros nomes, seriam retirados da lista de nomes de tufões. Durante a 40ª reunião do comitê de tufões, em Dezembro de 2007, foi escolhido o nome Mangkhut para substituir Durian na lista de nomes de ciclones tropicais no Pacífico noroeste, começando a valer a partir de 2008.